# Бутков, Владимир Николаевич
Влади́мир Никола́евич Бутко́в (1916—2000) — общественный деятель Русской Белой эмиграции, Председатель Русского общевоинского союза (РОВС).

## Биография
Родился в Таганроге 19 июня 1916 года в семье священника. После революции вместе с семьёй эмигрировал в Болгарию. В 16 лет вступил в РОВС. При III Отделе РОВСа окончил унтер-офицерские, а затем и Военно-училищные курсы. Был произведён в чин корнета. Впоследствии окончил младший класс Высших военно-научных курсов генерала Н. Н. Головина. Во время 2-й Мировой войны служил в корпусе генерал-майора А. В. Туркула, который фактически  не был сформирован и в марте 1945 года был переименован в бригаду в составе Вооружённых Сил Комитета Освобождения Народов России генерала А.А. Власова.
Командовал батальоном, произведён в чин капитана. По окончании 2-й Мировой войны — в лагере для перемещённых лиц Шляйсхайм (Schleißheim, Германия, под Мюнхеном). С января 1949 г. — в Касабланке (Французское Марокко). Там принял активное участие в создании и работе Марокканского подотдела РОВСа. В 1952 г. был назначен Представителем русских эмигрантов при французском дипломатическом кабинете в столице — в г. Рабате на северо-западе Африки. А в 1954 г. организовал в Марокко отдел Национальная Организация Русских Разведчиков (НОРР), который стал молодёжным филиалом Марокканского подотдела РОВСа. В 1958 г. перебрался с семьёй в США. С успехом занимался преподавательской деятельностью в нескольких университетах США. Являлся атаманом Сводной Донской казачьей станицы в городе Вашингтоне. В 1986 г. возглавил Дроздовское Объединение в США. С марта 1999 по январь 2000 — Председатель РОВС. Как Председатель РОВСа считал необходимым усиление деятельности организации в России и практически содействовал этому. В политическом плане отстаивал позицию непримиримости с коммунизмом и его наследием в России. Скончался 11 февраля 2000 года в США.
Брат - Бутков Павел Николаевич, капитан РОА, автор книги "За Россию. Русские белые в борьбе против русских красных, сталинского террора, нацизма и коммунизма. 1917-1994." М.: Экополис и культура, 2001. В книге описана история семьи Бутковых.

## Труды
Бутков В. Н. Исторические записки и воспоминания члена Русского Обще-Воинского Союза //«Вестник РОВС», № 1-2, 2001.
Бутков В. Н. Исторические записки и воспоминания члена Русского Обще-Воинского Союза //«Вестник РОВС», № 1-9, 2001—2004.
Бутков В. Н. День Непримиримости. // «Наши Вести», № 456—457, сентябрь-декабрь 1999.